# Cristobalina Fernández de Alarcón
Cristobalina Fernández de Alarcón (c.1576 en Antequera- 16 de septiembre de 1646 en íd.) fue una poetisa española del Siglo de Oro.

## Biografía
Cristobalina Fernández de Alarcón fue una poetisa del siglo de oro, nació sobre 1576 en Antequera, provincia de Málaga y falleció el 16 de septiembre de 1646 y está sepultada en la parroquia de San Sebastián de Antequera., es una hija natural, pero reconocida, del escribano público Gonzalo Fernández Perdigón, quien le dejó en herencia la quinta parte de todos sus bienes, según testamento otorgado el 6 de mayo de 1597. Su familia era pudiente y su tía Beatriz de Rivera pudo dispensarle una excelente educación gramatical y latina con preceptores como Bartolomé Martínez y Juan de Aguilar, de forma que pasó a formar parte del colectivo femenino de humanistas que Quevedo llamó despectivamente "hembrilatinas", junto con Luisa Sigea, Francisca de Nebrija, Luisa de Medrano y Beatriz Galindo, entre otras; dentro de ellas fue la poetisa más importante e influyente.
El 10 de febrero de 1591 contrajo matrimonio con el comerciante malagueño Agustín de los Ríos en Santa María, del que enviudó en 1603, sin descendencia. El 28 de julio de 1606 contrajo sus segundas nupcias con el estudiante de ascendencia portuguesa Juan Francisco Correa, con quien tuvo cuatro hijos: María, Manuela, Ana y Francisco. Aparentemente sostuvo una relación platónica con el poeta de la Escuela antequerano-granadina Pedro de Espinosa, que le inspiró su «Canción amorosa» y aparece en sus versos con el nombre de "Crisalda". Despechado tras el segundo matrimonio de la escritora, Pedro De Espinosa se hizo sacerdote y se retiró a la ermita de la Magdalena. Con su segundo marido vivió en Estepa entre 1614 y 1616, trabajando para el marqués de Estepa. Tras enviudar por segunda vez regresó a Antequera con una de sus hijas.
De su abundante obra sólo han subsistido quince poemas. Cultivó temas religiosos y místicos, pero también los profanos, ganando numerosos premios en justas y certámenes poéticos con sonetos, quintillas y comedias en verso, lo que le valió las críticas airadas de Francisco de Quevedo y de Luis de Góngora. Sin embargo, cuando Lope de Vega llegó a Antequera en 1602, la visitó y la alabó como la «musa antequerana» o la «sibila de Antequera» en su Laurel de Apolo. En 1615 escribió su poema más famoso para celebrar la beatificación de Santa Teresa de Jesús, premiada en unas justas poéticas en Córdoba en 1616.